# Panagaeus bipustulatus
A Panagaeus bipustulatus a rovarok (Insecta) osztályának bogarak (Coleoptera) rendjébe, ezen belül a ragadozó bogarak (Adephaga) alrendjébe és a futóbogárfélék (Carabidae) családjába tartozó faj.

## Előfordulása
A Panagaeus bipustulatus előfordulási területe Európa és a Közel-Kelet. Európában a következő országokban található meg: Ausztria, Fehéroroszország, Belgium, Bosznia-Hercegovina, Bulgária, Csehország, kontinentális Dánia, Észtország, Finnország, kontinentális Franciaország, Németország, Brit-szigetek - köztük a Man-sziget is, Magyarország, kontinentális Olaszország, Kalinyingrád, Lettország, Liechtenstein, Litvánia, Luxembourg, Moldova, Lengyelország, Románia, Oroszország, Szlovákia, Szlovénia, kontinentális Spanyolország, Svédország, Svájc, Hollandia és Ukrajna.

## Megjelenése
Nagyon hasonlít a nagy keresztesfutrinkára (Panagaeus cruxmajor) - korábban egy ugyanazon fajként tartották számon -, azonban a szárnyfedőin a narancssárgás-vörös foltok kisebbek, így a köztük levő fekete alapszín, vastagabb keresztet rajzol.

## Képek

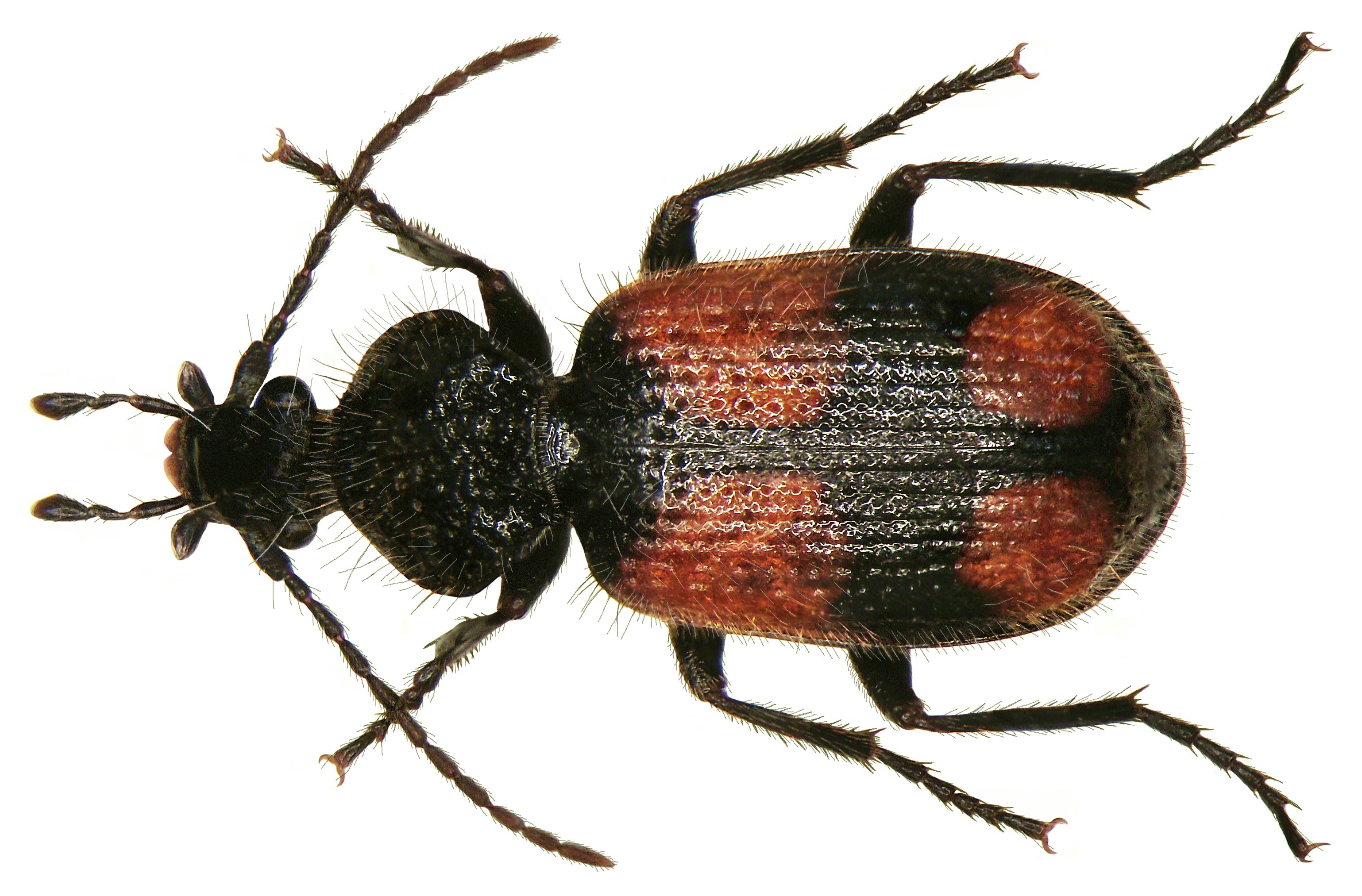
Fentről,
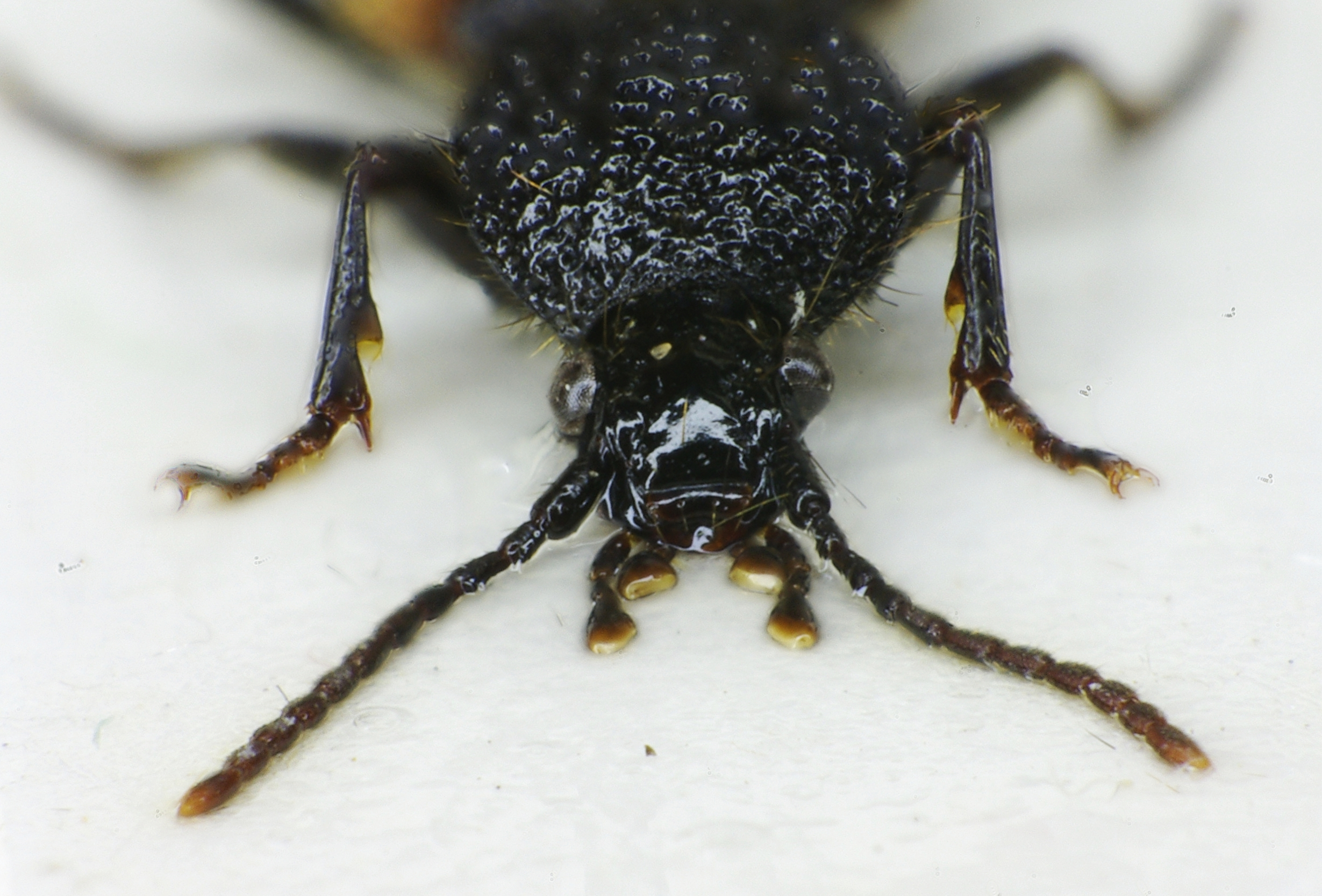
szemből
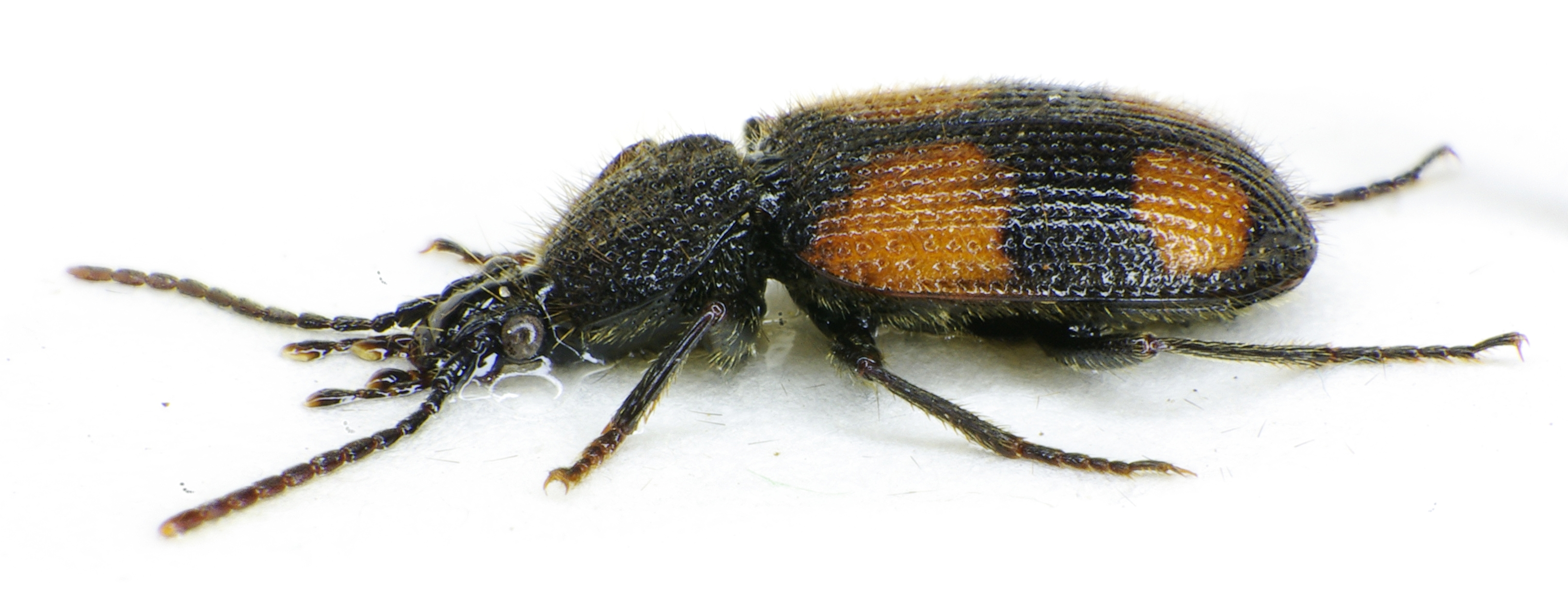
és oldalról

## Fordítás
- Ez a szócikk részben vagy egészben  a   Panagaeus bipustulatus című angol Wikipédia-szócikk ezen változatának fordításán alapul.  Az eredeti cikk szerkesztőit annak laptörténete sorolja fel. Ez a jelzés csupán a megfogalmazás eredetét és a szerzői jogokat jelzi, nem szolgál a cikkben szereplő információk forrásmegjelöléseként.